# Baladine Klossowska
 (avril 2019).
Si vous disposez d'ouvrages ou d'articles de référence ou si vous connaissez des sites web de qualité traitant du thème abordé ici, merci de compléter l'article en donnant les références utiles à sa vérifiabilité et en les liant à la section « Notes et références ».
Baladine Klossowska, née à Breslau le 21 octobre 1886 et morte à Bagneux le 11 septembre 1969, est une artiste peintre.
Elle est la mère du peintre Balthus et de l'écrivain Pierre Klossowski. Son frère est le peintre et graphiste allemand, réputé pour ses portraits, Eugene Spiro. Elle est aussi connue pour être le dernier amour du poète Rainer Maria Rilke.

## Biographie
Fille de Abraham Baer Spiro (Shapiro) et de Fanny Form, Else Dorothea Spiro est née à Breslau en Prusse (maintenant Wrocław en Pologne) dans une famille juive. Son père était un hazzan à la synagogue à la Cigogne Blanche qui avait émigré du quartier de Karelichy de Navahroudak (Gouvernement de Minsk) vers Breslau en 1873.
Elle épouse le peintre, historien d'art et décorateur de théâtre Erich Klossowski ; le couple part à Paris où naissent leurs deux fils, Pierre en 1905 et Balthasar en 1908. Élève de Pierre Bonnard, Elisabeth Spiro Klossowski poursuit sa propre carrière artistique sous le nom de Baladine Klossowska.
En 1914, au début de la Première Guerre mondiale, le couple est obligé de quitter Paris car ils sont titulaires de passeports allemands. Ils se séparent en 1917, Baladine Klossowska part en Suisse avec ses fils puis à Berlin en 1921 du fait de difficultés financières, avant de retourner à Paris en 1924 où ils vivent chichement, souvent avec l'aide d'amis et de relations.
En 1919, Baladine Klossowska retrouve en Suisse le poète et écrivain Rainer Maria Rilke, qu'elle avait connu en 1907 à Paris. Rilke sort d'une sévère dépression liée à la guerre et qui l'a empêché d'écrire pendant plusieurs années. Baladine Klossowska devient sa muse et il la surnomme Merline. Elle a onze ans de moins que lui, ils deviennent amants.
Elle s'installe en Suisse, non loin de chez lui. Rilke se prend d'affection pour ses deux enfants et encourage le talent qu'ils affirmeront l'un et l'autre, en effet, à l'âge adulte. C'est par son intervention auprès d'André Gide qu'est publiée la première plaquette de dessins intitulée Mitsou réalisée par Balthus à quatorze ans illustrant les étapes de sa recherche désespérée de son chat qu'il croyait perdu. Rilke préface et suit de près la fabrication de cette courte bande dessinée. La liaison de Rilke avec Baladine dure jusqu'à la mort de Rainer Maria Rilke en 1926.
Elle habite au 69 de la rue de la Glacière (Paris). Elle est morte au domicile de son fils Pierre, à Bagneux à l'âge de 82 ans.

## Publication
- Rainer Maria Rilke et Merline, Correspondance 1920-1926, éd. Dieter Bassermann, Zürich : Max Niehans, 1954